# Karim Slama
Karim Slama, né à Lausanne le 16 avril 1976, est un humoriste et comédien suisse romand.

## Biographie
Karim Slama naît le 16 avril 1976 à Lausanne. Son père est tunisien et sa mère lucernoise.
Il a une formation de mécanicien électricien et décroche le titre de meilleur apprenti du canton de Vaud dans ce domaine en 1995. Il obtient plus tard un diplôme d'ingénieur en génie thermique.
Il a trois enfants d'un premier mariage. Il est en couple avec la comédienne Catherine Guggisberg.

## Parcours artistique
Sa première formation théâtrale débute sur les bancs de l'école avec des matchs d'improvisation théâtrale à l'âge de 13 ans. Il participe à trois Mondiaux d'improvisation lors des festivals du rire de Montréal en 2001, 2002 et 2005[réf. nécessaire].
Tous ses spectacles sont accompagnés d'une bande musicale et de bruitages originaux.
En dehors de ses spectacles en solo, Karim Slama participe à des spectacles collectifs, notamment au sein de la compagnie de théâtre forum « Le Caméléon », lors des trois revues de Cuche et Barbezat, La Revue fait son cirque, de la cérémonie d'ouverture des Jeux olympiques de Sion 2006 quand même, la tournée romande et tessinoise du cirque Knie en 2009 ou encore avec le Théâtre Boulimie ou la compagnie Confiture[réf. nécessaire].
En 2015, il participe au spectacle en plein-air Fabrikk de Karl's kühne Gassenschau à Saint-Triphon. Il joue à nouveau avec cette troupe en 2021, dans le spectacle Sektor1.
Pendant sept ans, il participe à l'émission La Soupe sur la Radio suisse romande ainsi qu'à des séries et des sketches comme Les Pique-Meurons ou À côté de la plaque à la télévision romande[réf. nécessaire].

## Spectacles
- 2001 : Le Film 1, one-man-show mis en scène par Daniel Monnard[2]
- 2005 : Karim Slama cherche un peu d'attention, coécrit avec l'humoriste Frédéric Recrosio et mis en scène par Jean-Luc Barbezat[réf. nécessaire]. Le spectacle est joué en Suisse alémanique en 2007[7]
- 2009 : Karim Slama cherche encore un titre pour son spectacle, one-man-show[8] mis en scène par Jean-Luc Barbezat[réf. nécessaire]
- 2013 : À part ça, globalement, ça va plutôt bien, one-man-show coécrit avec Frédéric Recrosio, mis en scène par Jean-Luc Barbezat et Michel Courtemanche[9]
- 2016 : Titeuf - Le Pestacle, adapté librement de la série dessinée de Zep avec une troupe de sept comédiens[10],[11]
- 2018 : L'évadé, mis en scène au Théâtre 2.21 à Lausanne avec Robert Sandoz, sur le syndrome d'enfermement[12],[13]
- 2019 : La Smala, avec Catherine Guggisberg, sur la vie de famille recomposée[2],[14]
- 2022 : Monsieur, au Théâtre Boulimie, inspiré du personnage de La Linea[1],[15]

## Distinctions
- 2001 : prix du jury du concours Nouvelle Scène[réf. nécessaire]
- 2011 : prix des Arts de la scène du canton de Vaud[16]
- 2017 et 2020 : nomination au Prix suisse de la scène[17],[18],[19]